# Верхній Томлай
Ве́рхній Томла́й (рос. Верхний Томлай, чув. Тури Тăмлай) — присілок у Чувашії Російської Федерації, у складі Ярабайкасинського сільського поселення Моргауського району.
Населення — 64 особи (2010; 77 в 2002, 70 в 1979; 123 в 1939, 148 в 1926, 123 в 1906, 91 в 1858). Національний склад — чуваші, росіяни.

## Історія
Історична назва — Другий Томлай. Утворився як виселок присілку Перша Байряшева (нині не існує). До 1866 року селяни мали статус державних, займались землеробством, тваринництвом, ткацтвом, ковальством. 1929 року утворено колгосп «Ираш». До 1920 року присілок перебував у складі Сюндирської волості Козьмодемьянського, а до 1927 року — Чебоксарського повіту. 1927 року присілок переданий до складу Татаркасинського району, 1935 року — до складу Ішлейського, 1944 року — до складу Моргауського, 1959 року — до складу Сундирського, 1962 року — до складу Чебоксарського, 1964 року — повернутий до складу Моргауського району.